# Мирошниченко Олексій Костянтинович
Олексі́й Костянти́нович Мирошниче́нко — стрілець, батальйон територіальної оборони Донецької області «Донбас».

## Життєпис
Народився 22 вересня 1977 року в м. Донецьку. Займався підприємництвом, проживав у Донецьку. Один з перших добровольців батальйону «Донбас», псевдо «Федір».
23 травня 2014 року підрозділ чисельністю в 25 вояків у бою з терористами біля села Карлівка потрапив у засідку. Терористи заблокували Олексія в будівлі кафе, він відстрілювався до останнього патрона. Пораненого розстріляли терористи. У бою загинули Олег Ковалишин (псевдо — «Рейдер»), Микола Козлов («Матвій»), Василь Архіпов («Дід»), Олексій Мирошниченко та Денис Рябенко («Рябий»), ще п'ятеро — зазнали поранень.
Після розстрілу, понівечене фашистськими знаками, з вирізаним серцем, тіло Олексія цілий день тягали прив'язаним до автомобіля чеченські найманці.
Залишились дружина та маленький син.
Місце поховання рідні не розголошують.

## Нагороди та вшанування
- Нагороджений медаллю «Доброволець АТО» (посмертно)
- В 2021 році був нагороджений орденом «За мужність» III ступеня (посмертно)[2].